# Porcelette
 Porcelette  es una población y comuna francesa, en la región de Lorena, departamento de Mosela, en el distrito de Forbach y cantón de Saint-Avold-1.

## Demografía
| 1553 | 1659 | 1918 | 2097 | 2322 | 2458 |
| Para los censos de 1962 a 1999 la población legal corresponde a la población sin duplicidades (Fuente: INSEE [Consultar]) |      |      |      |      |      |